# Пилгаваям
Пилгаваям — річка на північному заході Камчатського краю в Росії.
Довжина річки — 43 км. Протікає територією Карагінського району Камчатського краю. Впадає в Охотське море.
Назва в перекладі з коряцької Пылгываям — «горловина-річка».

## Притоки
Об'єкти перераховані за порядком від гирла до витоку.
- 6 км: річка Іегароваям
- 18 км: річка Аямгокєна

## Дані водного реєстру
За даними державного водного реєстру Росії відноситься до Анадир-Колимського басейнового округу.
За даними геоінформаційної системи водогосподарського районування території РФ, підготовленої Федеральним агентством водних ресурсів:
- Код водного об'єкта в державному водному реєстрі — 19080000112120000038468
- Код за гідрологічною вивченістю (ГВ) — 120003846
- Номер тому з ГВ — 20
- Випуск за ГВ — 0